# Alfonsoperla flinti
Alfonsoperla flinti är en bäcksländeart som beskrevs av Mclellan och Peter Zwick 2007. Alfonsoperla flinti ingår i släktet Alfonsoperla och familjen Gripopterygidae. Inga underarter finns listade i Catalogue of Life.